# Hear 'Em Rave
Hear 'Em Rave è una comica muta del 1918 di Gilbert Pratt con Harold Lloyd.